# Algama
Algama (rusky Алгама) je řeka v Jakutské republice v Rusku. Je to pravý přítok řeky Gonam (povodí Aldanu). Je 426 km dlouhá. Povodí má rozlohu 21 500 km².

## Průběh toku
Pramení na severních svazích Stanového hřbetu a teče na severovýchod přes Aldanskou vysočinu.

## Vodní stav
Zdroj vody je dešťový a sněhový.